# یان زی
 یان زی (انگلیسی: Yan Zi؛ زاده ۱۲ نوامبر ۱۹۸۴) یک بازیکن تنیس بازنشته است که برای تیم‌های ملی چین و هنگ‌کنگ بازی می‌کرد.